# Dozbud Arena
Dozbud Arena – stadion piłkarski zlokalizowany przy ul. Słowackiego 21 w Ząbkach, należący do Miejskiego Ośrodka Sportu i Rekreacji w Ząbkach, użytkowany przez Ząbkovię Ząbki, którego mecze w sezonie 2023/2024 rozgrywane są w IV lidze. Stadion położony jest bezpośrednio przy drodze wojewódzkiej nr 634 a także w odległości 500 m od przystanku kolejowego.
W 2007 miasto Ząbki i Sportowa Spółka Akcyjna "Dolcan-Sport" wspólnie zgłosiły kandydaturę Kompleksu Sportowo-Rekreacyjnego w Ząbkach (w skład którego ma wchodzić przebudowany stadion Ząbkovii) na ośrodek treningowy, który będzie gościł jedną z drużyn Euro 2012. W ramach projektu planuje się do roku 2011 przebudowę wraz z zapleczem treningowym, socjalnym i administracyjnym.
W połowie marca 2009 zakończono I etap modernizacji, mający na celu przystosowanie stadionu do wymogów licencyjnych Polskiego Związku Piłki Nożnej na grę w I lidze. Zarzutami komisji licencyjnej był brak wystarczającej liczby miejsc siedzących, brak elementów zapewniających bezpieczeństwo na stadionie (monitoring oraz elementy zabezpieczające, jak np. bramki bezpieczeństwa) oraz brak odpowiedniego zaplecza technicznego. Podczas prac utwardzono ciągi piesze, wyodrębniono strefy buforowe, ogrodzono sektor gości, wyremontowano ogrodzenie, wykonano dodatkowe wyjścia ewakuacyjne, zamontowano monitoring. Zainstalowano również trybuny przenośne na 540 miejsc oraz trybunę stałą na 275 miejsc. Dzięki temu spełniono wymóg określający minimalną liczbę miejsc siedzących na 2000 osób. Ponadto utworzono budynek kontenerowy, który pełni funkcję zaplecza socjalno-administracyjnego dla zawodników, szatnie, natryski, salę konferencyjną, pomieszczenia administracyjno-biurowe, pralnię, pokój do przeprowadzania testów antydopingowych, pokój lekarski oraz pokoje delegata i obserwatora.
Dzięki wykonanym pracom obiekt uzyskał licencję PZPN i Dolcan Ząbki, który w latach 2008-2016 występował w I lidze, mógł mecze rundy wiosennej sezonu 2008/2009 rozgrywać na własnym stadionie (w rundzie jesiennej Dolcan jako gospodarz podejmował rywali na stadionie Świtu Nowy Dwór Mazowiecki).
Stadion ma mieć docelowo dwie trybuny: północną i południową. Trybuna południowa będzie trybuną główną z 1996 miejscami siedzącymi (wszystkie zadaszone) oraz zapleczem socjalno-administracyjnym. Na stadion zawodnicy będą wychodzić bezpośrednio z zadaszonego korytarza wewnętrznego zapleczy. Trybuna północna, mniejsza (1056 miejsc siedzących) i niezadaszona, będzie posiadała sektor dla gości obejmujący 5% miejsc. Modernizacja obejmować będzie również wymianę murawy oraz montaż sztucznego oświetlenia. W ramach projektu planowane są również instalacje wodno-kanalizacyjne, instalacje grzewcze, kanalizacja deszczowa, wentylacja mechaniczna i klimatyzacja, instalacje elektroenergetyczne oraz teletechniczne, a także budowa boisk treningowych. Całkowity koszt robót określono na kwotę 24 150 000,00 zł. W lutym 2010 r. Miasto Ząbki rozstrzygnęło przetarg na budowę trybuny głównej (południowej). Zamówienie wygrała firma Budimpol, która zaoferowała jej wykonanie za prawie 17 000 000 zł. Prace budowlane rozpoczną się w czerwcu 2010 r. i będą trwały do lata 2012 r.
Po drugim etapie weryfikacji wniosków przez zespół złożony z przedstawicieli Polskiego Związku Piłki Nożnej, Ministerstwa Sportu i Turystyki oraz spółki PL.2012, kandydatura Ząbek została pomyślnie rozpatrzona i stadion został zakwalifikowany do grona 44 centrów pobytowych mających prawo nadal ubiegać się o miano jednego z 16 rekomendowanych przez UEFA. Stadion nie znalazł się jednak na ostatecznej liście ogłoszonej przez UEFĘ 1 października 2010.
Latem 2012 roku prace powoli dobiegały końca. Początkowo otwarcie nowej trybuny miało przypaść na mecz z Cracovią, który odbył się 2 września 2012 roku, ale do inauguracji nie doszło. Później pojawiało się także kilka innych, potencjalnych terminów, w których obiekt miał zostać oddany do użytku, jednak z przyczyn formalnych do otwarcia dojść nie mogło. Dość niespodziewanie zarząd poinformował, że trybuna zostanie otwarta na meczu, który oficjalnie zakończył rundę jesienną zmagań o mistrzostwo I ligi. Było to spotkanie z GKS-em Katowice, które odbyło się 18 listopada 2012 roku. Mecz zakończył się wygraną Dolcanu Ząbki 2:0. Obie bramki strzelił Mateusz Piątkowski. Spotkanie, łącznie z przyjezdnymi, obejrzało ok. 900 osób. Dzięki oddaniu nowej trybuny do użytku, zostanie rozebrany stary sektor, który znajdował się za bramką, nazywany też przez miejscowych "Składakiem" (ze względu na jego konstrukcję). To właśnie stąd, od wiosny 2009 roku prowadzony był doping przez kibiców. Od meczu z GKS-em najzagorzalsi fani miejscowej drużyny zbierają się z prawej strony obiektu, aby dopingować swoich ulubieńców.
Zgodnie z ustaleniami PZPN od sezonu 2015/2016 każdy klub występujący na poziomie I ligi jest zobowiązany do posiadania na własnym obiekcie sztucznego oświetlenia o mocy minimalnej 1600 lux, która umożliwia przeprowadzanie transmisji telewizyjnych w jakości HD. W związku z powyższym miasto Ząbki ogłosiło przetarg na wykonanie owego zlecenia. Odbył się on 23 czerwca, a wygrała go firma Ada-Light z Gostynina, która zobowiązała się do 31 sierpnia 2015 roku ukończyć wszystkie prace, a do 30 września 2015 roku otrzymać wszelkie niezbędne pozwolenia. Przez ten czas Dolcan Ząbki ligowe mecze w których pełnił rolę gospodarza, rozgrywał na obiekcie w Pruszkowie. Koszt budowy masztów oświetleniowych wyniósł 2 263 200 zł. Pierwsze próbne uruchomienie wybudowanej instalacji odbyło się 17 września 2015.  Oświetlenie ma moc 3000 lux i jest mocniejsze niż jupitery na obiekcie Legii Warszawa czy nawet na Stadionie Narodowym. Pierwszy oficjalny mecz przy sztucznym świetle, miejscowy Dolcan rozegrał 2 października 2015 roku w zremisowanym 1:1 meczu przeciwko Chrobremu Głogów. Widowisko obejrzało łącznie 1350 widzów i jest to najwyższa frekwencja od czasów oddania do użytku nowej trybuny.
W grudniu 2017 stadion zmienił nazwę na Dozbud Arena.